# اندرو کلارک (بازیگر)
اندرو کلارک (به انگلیسی: Andrew Clarke) (زاده ۱۹۵۴) بازیگراسترالیایی است.
از فیلم‌های معروف او می‌توان به بازی در سریال رودخانه برفی و فرگوس مک‌فیل اشاره کرد.